# Arshad Warsi

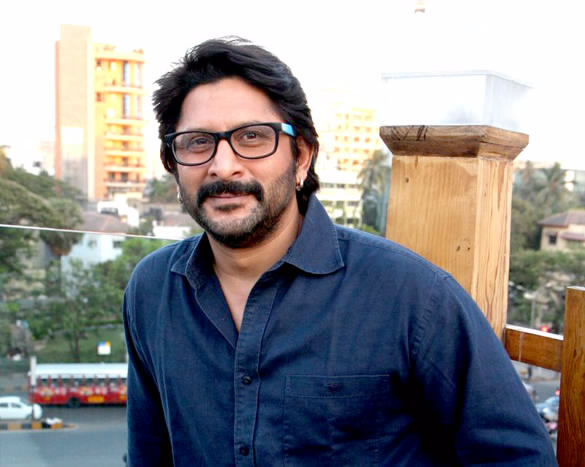

Arshad Warsi (Hindi: अरशद वारसी, nacido el 19 de abril de 1968,) es un actor, cantante de playback o reproducción, presentador de televisión y productor de cine indio, que estrenó su primera película den 1996 titulada "Tere Mere Sapne", que fue un éxito, aunque es más conocido como el personaje "circuito", tras trabajar en películas de comedia en Munnabhai MBBS (2003) y Lage Raho Munnabhai (2006), en la que interpretó a Babban en Ishqiya (2010), con lo cual tuvo un reconocimiento aclamado por el público.

## Biografía
Warsi nació en Mumbai, India, realizó sus estudios en un internado en la escuela Barnes, en Deolali en el distrito de Nashik, Maharashtra. Quedó huérfano a la edad de 14 años y luchó para ganarse la vida en su natal Mumbai durante sus primeros días. 

## Carrera
Las circunstancias financieras obligaron a Warsi para empezar a trabajar como vendedor de puerta a puerta como artículos cosméticos a los 17 años de edad. Más adelante, trabajó en un laboratorio fotográfico. Mientras tanto, él tenía un gran interés en el baile y recibió una oferta para unirse al grupo Akbar Sami's Dance en Mumbai, que comenzó su carrera en el baile y coreografía. También asistió al Mahesh Bhatt en Thikana (1987) y Kaash (1987). 
En 1991, ganó el concurso de danza india, seguido por el cuarto premio en la categoría de Jazz Moderno en 1992 y en el campeonato Mundial de Danza, en Londres, a la edad de 21 años. Pronto, comenzó su propio estudio de baile, con ese dinero también formó un grupo de danza. Fue aquí en donde conoció a su futura esposa, María Goretti, una estudiante de la universidad de San Andrés quien se unió a él, antes de convertirse en VJ. También se asoció con el grupo de teatro de Inglés en Mumbai, en la coreografía de espectáculos de Bharat Dabholkar y tuvieron la oportunidad de coreografiar un tema musical que dio como título a la película, Roop Ki Rani Ka Choron Raja (1993). 

## Premios
- 2004: Zee Cine Award for Best Actor in a Comic Role - Munnabhai M.B.B.S.
- 2005: GIFA Best Comedian Award - Hulchul
- 2007: Filmfare Best Comedian Award - Lage Raho Munna Bhai
- 2007: IIFA Award for Best Supporting Actor - Lage Raho Munna Bhai
- 2007: Zee Cine Award for Best Actor in a Comic Role - Lage Raho Munna Bhai
- 2007: Star Screen Award for Best Supporting Actor - Lage Raho Munna Bhai
- 2011: Star Screen Award for Best Supporting Actor - Ishqiya

## Filmografía

### Actor
| Año  | Película                        | Personaje                                    | Otras notas                                     |
| ---- | ------------------------------- | -------------------------------------------- | ----------------------------------------------- |
| 1996 | Tere Mere Sapne                 | Ballu                                        |                                                 |
| 1997 | Betaabi                         | Vicky/Chetan                                 |                                                 |
| 1998 | Mere Do Anmol Ratan             | Narinder (Naren)                             |                                                 |
| 1998 | Hero Hindustani                 | Romi                                         |                                                 |
| 1999 | Hogi Pyar Ki Jeet               | Kishan                                       |                                                 |
| 1999 | Trishakati                      | Sagar Malhotra                               |                                                 |
| 2000 | Ghaath                          | Divakar                                      | Cameo                                           |
| 2001 | Mujhe Meri Biwi Se Bachaao      | Rocky                                        |                                                 |
| 2001 | Jeetenge Hum                    |                                              |                                                 |
| 2002 | Jaani Dushman: Ek Anokhi Kahani | Abdul                                        |                                                 |
| 2003 | Waisa Bhi Hota Hai Part II      | Punit Sanyal                                 |                                                 |
| 2003 | Munnabhai M.B.B.S.              | Circuit                                      | Nominated, Filmfare Best Supporting Actor Award |
| 2004 | Hulchul                         | Lucky                                        |                                                 |
| 2005 | Kuch Meetha Ho Jaaye            | Manager S.R. Khan                            |                                                 |
| 2005 | Maine Pyaar Kyun Kiya           | Vicky                                        |                                                 |
| 2005 | Sehar                           | SSP Ajay Kumar                               |                                                 |
| 2005 | Salaam Namaste                  | Ranjan 'Ron' Mathur                          | Nominated, Filmfare Best Supporting Actor Award |
| 2005 | Chocolate                       | Tubby                                        |                                                 |
| 2005 | Vaah! Life Ho To Aisi           | Fakira B.P.C.M.                              | Special Appearance                              |
| 2006 | Golmaal Fun Unlimited           | Madhav Singh 'Madhu' Ghai                    |                                                 |
| 2006 | Anthony Kaun Hai?               | Champ                                        |                                                 |
| 2006 | Lage Raho Munnabhai             | Circuit                                      | Winner, Filmfare Best Comedian Award            |
| 2006 | Kabul Express                   | Jai Kapoor (TV Journalist - Cinematographer) |                                                 |
| 2006 | Zamaanat                        | Suraj                                        |                                                 |
| 2007 | Dhamaal                         | Aditya 'Adi' Shrivastav                      |                                                 |
| 2007 | Dhan Dhana Dhan Goal            | Shaan Ali Khan                               |                                                 |
| 2008 | Sunday                          | Ballu                                        |                                                 |
| 2008 | Krazzy 4                        | Raja                                         |                                                 |
| 2008 | Mr. White Mr. Black             | Kishen                                       |                                                 |
| 2008 | Golmaal Returns                 | ACP Madhav Singh Ghai                        |                                                 |
| 2009 | Kisse Pyaar Karoon              | Siddharth (Sid)                              |                                                 |
| 2009 | Ek Se Bure Do                   | Toti                                         |                                                 |
| 2009 | Shortcut: The Con is on         | Raju                                         |                                                 |
| 2010 | Ishqiya                         | Babban                                       | Nominated, Filmfare Best Supporting Actor Award |
| 2010 | Hum Tum Aur Ghost               | Armaan Suri                                  |                                                 |
| 2010 | Golmaal 3                       | Madhav                                       |                                                 |
| 2011 | F.A.L.T.U                       | Google                                       |                                                 |
| 2011 | Double Dhamaal                  | Adi                                          |                                                 |
| 2012 | Zilla Ghaziabad                 | Mahendra Fauzi                               |                                                 |
| 2012 | Bhaiyyaji Superhit              |                                              | Announced                                       |
| 2012 | Dedh Ishqiya                    |                                              | Pre-production                                  |
| 2012 | Munnabhai Ki Aatma Katha        | Circuit                                      | Delayed                                         |

### Productor
- Hum Tum Aur Ghost (2010)

### Cantante deplayback
- 2006 - Lage Raho Munnabhai - Song: "Samjho Ho Hi Gaya"

- 2003 - Munnabhai M.B.B.S. - Song: "Apun Jaisa Tapori"